# Ustavobranitelé
Jako ustavobranitelé byla označována skupina politiků a úředníků, stojících v čele Srbska v první polovině 19. století (40. léta) a bojujících proti posilování moci panovníka, Miloše Obrenoviće I.
Ustavobranitelé se založili o předložení ústavy a zákonů, kterými byla omezena moc panovníka. Rovněž prosadili přijetí tzv. Turecké ústavy, stejně jako abdikaci Miloše (1839) a Michala Obrenoviće (1841). Největší roli získali za vlády Alexandra Karađorđeviće. Mezi hlavní ustavobranitele patřili Toma Vučić Perišić, Avram Petronijević, Stojan a Aleksa Simić, Milutin a Ilija Garašanin. A právě poslední z uvedených byl tvůrcem politického programu, na základě kterého chtěli ustavobranitelé směřovat zemi - tzv. Načertanija. Nejednalo se ovšem o skupinu liberálně smýšlejících politiků, jací se v této době prosazovali v dobře zavedených zemích Evropy; srbští ustavobranitelé byli byrokraté, kteří spravovali poměrně stabilní, ale oligarchický režim.